# 1-й Боткинский проезд
1-й Боткинский проезд — проезд в Беговом районе Северного административного округа города Москвы.

## Расположение
Первый Боткинский проезд идёт от 2-го Боткинского проезда до Ленинградского проспекта.

## История
Первый Боткинский проезд так назван в 1952 г., по случаю празднования 120-летия со дня рождения врача-терапевта и основоположника научной клиники внутренних болезней в России Сергея Петровича Боткина (1832—1889). Начало проезда — у больницы им. Боткина (до 1920 г. — Солдатёнковская больница — по фамилии её основателя, мецената К. Т. Солдатёнкова). Прежнее название — 1-й проезд Октябрьского поля — по расположению на Октябрьском (бывшем Ходынском) поле. Проезд проходит по тому месту бывшего Ходынского поля, где в 1896 году находился ров, в котором погибла и была искалечена большая часть пострадавших в Ходынской трагедии.

## Примечательные места, здания и сооружения

### Здания
Всего зданий: 12 домов; наибольший номер дома — 8/с1.
- 1/8
- 2/6
- 4
- 4к2
- 4с7
- 6
- 7 — Фабрика-кухня (1927—1929, архитектор А. И. Мешков)[2]
- 7а
- 7с3
- 7с4
- 7с5
- 8/с1

### Учреждения и организации
- Дом 4к1 — Детская библиотека № 32 им. Д. А. Фурманова;
- Дом 4к2 — Детский сад и ясли при лицее № 1550;
- Дом 7 — машиностроительный завод «Знамя Труда»;
- Дом 8 — Политехнический колледж № 8 им. дважды героя Советского союза И. Ф. Павлова;
- Дом 9 — Школа № 698 (лицей № 1550).

## Общественный транспорт
- Автобусы № 84, 101, 356.